# Opaon filicornis
Opaon filicornis är en insektsart som beskrevs av Marius Descamps 1973. Opaon filicornis ingår i släktet Opaon och familjen gräshoppor. Inga underarter finns listade i Catalogue of Life.